# Città di Jesi
Il Città di Jesi è stato un dirigibile che ha partecipato alla prima guerra mondiale nelle file della Regia Marina. Suo comandante in guerra fu il futuro ammiraglio Bruno Brivonesi.

## Storia del progetto
Dopo aver partecipato alla realizzazione insieme a Gaetano Arturo Crocco dei primi dirigibili militari italiani, realizzati presso lo stabilimento di Vigna di Valle, sul lago di Bracciano l'ingegner Rodolfo Verduzio, capitano del Genio militare del Regio Esercito, elaborò il progetto di un nuovo dirigibile più grande, denominato “V” (Veloce).
L'aeronave venne costruita presso lo Stabilimento Costruzioni Aeronautiche di Vigna di Valle tra il 1913 ed il 1914, per conto della Regia Marina, mentre le parti metalliche vennero realizzate dalla ditta Savigliano. Il V 1, denominato successivamente Città di Jesi, era per molti aspetti un mezzo innovativo nell'ambito della progettazione dei dirigibili italiani.

## Tecnica
Si trattava di un dirigibile semirigido, con struttura in duralluminio, ricoperto in stoffa di cotone impermeabile, dotato di una lunghezza di 90 metri, un diametro di 19 ed un volume di 14.650 metri cubi. La propulsione era affidata a quattro motori Maybach-Itala D.1 a benzina, che sviluppavano ognuno la potenza complessiva di 180 CV, azionanti due eliche. Tali propulsori gli consentivano di raggiungere la considerevole velocità di 90 km/h (50 nodi).
Particolarmente progettata era l'aerodinamica dell'involucro, con particolare attenzione alla navicella del dirigibile, posizionata non appesa ma a contatto con la trave reticolare di carena, in modo da consentire all'equipaggio di accedere direttamente all'interno della stessa e dell'involucro. Un sistema di diaframmi longitudinali contribuivano a mantenere l'involucro fusiforme ed a sostenere la trave. La prua era particolarmente robusta per consentire all'involucro di resistere alla pressione dovuta alla maggiore velocità.

## Impiego operativo
Nell'ottobre 1913, mentre il dirigibile era ancora in allestimento, venne nominato suo comandante il capo del reparto aeronautico della Regia Marina, capitano di fregata Guido Scelsi, mentre fu destinato al ruolo di comandante in seconda il tenente di vascello Bruno Brivonesi. Le prove di collaudo si svolsero dapprima a Vigna di Valle e poi all'aeroporto di Ferrara-San Luca.
Qualche volo privo di contatti con il nemico mise in evidenza che il dirigibile soffriva di alcuni problemi, specie nel raffreddamento dei motori, per risolvere i quali il suo progettista, ingegner Verduzio, venne mandato a Ferrara dove restò per qualche settimana sino a fine luglio, quando, dopo qualche volo di collaudo, si giudicò che i problemi fossero risolti e che il Città di Jesi fosse ormai pronto ad operare. Per questo motivo al comandante Brivonesi fu ordinato di effettuare quanto prima – quando cioè le condizioni meteo lo avrebbero permesso – un'incursione aerea contro Pola, principale base della Marina imperiale austro-ungarica. Dopo essersi informato circa la situazione a Pola dal comandante del dirigibile P 4, che aveva già svolto due attacchi ai danni di tale base, Brivonesi stabilì di attaccare nella notte tra il 4 ed il 5 agosto 1915.
Causa tuttavia un forte temporale sviluppatosi su Ferrara nel pomeriggio del 4 agosto, la missione venne rimandata di un giorno. Il 5, di sera, le condizioni meteo vennero ritenute buone, pertanto ci si preparò alla missione: per alleggerire l'aeronave vennero rimosse le due mitragliere in dotazione, sostituite con pistole e fucili, ed uno dei motori. Alle nove di sera del 5 agosto (od un'ora prima) il Città di Jesi lasciò i piloni d'ormeggio e fece rotta verso l'Adriatico, con un carico di 20 bombe dirompenti da 25 kg e cinque incendiarie da 5 kg da sganciare sull'Arsenale di Pola, oltre ad una scorta di carburante per otto ore di volo. L'equipaggio era formato da sette uomini: il comandante Brivonesi, i tenenti di vascello Giacinto Valerio (comandante in seconda), Raffaele De Courten (Ufficiale di bordo), il secondo capo nocchiere Ettore Satta Flores (timoniere), il silurista Arnolfo Lami (aiuto motorista) ed un motorista civile, Giovanni Sanfedele.
Quando il dirigibile giunse in vista delle coste dell'Istria si iniziò a sganciare la zavorra liquida e solida, in modo da salire di quota, ed alle 23.40, con Pola ormai visibile e l'aeronave a 2500 metri di quota, il comandante Brivonesi ordinò il posto di combattimento e prese il controllo dei timoni di direzione. Quando il Città di Jesi, salito ancora fino a 2700 metri, si venne a trovare ormai vicinissimo alla costa, un proiettore lo illuminò da prua a poppa e poi lo inquadrò stabilmente, scatenando l'accensione di numerosi altri proiettori, i cui fasci si concentrarono sull'aeronave, e l'apertura del fuoco contraereo. Il comandante Brivonesi decise di proseguire perché riteneva la quota a cui si trovava il dirigibile tale da porlo pressoché fuori tiro, ma l'intensità dei fasci di luce dei proiettori era tale da rendere impossibile identificare gli obiettivi sul terreno: pertanto, una volta giunto con sicurezza sulla verticale della terraferma, e valutando la notevole estensione degli obiettivi militari, ordinò l'immediato sgancio di tutte le bombe. Dopo aver sganciato gli ordigni, il dirigibile iniziò ad accostare verso sinistra per raggiungere il mare aperto, ma nel corso della virata venne colpito a poppa dalla contraerea: i compartimenti poppieri dell'involucro iniziarono a perdere rapidamente idrogeno, provocando l'inclinazione, l'appoppamento e la perdita di controllo dell'aeronave, che salì sino a 3000 metri e poi iniziò a perdere quota sempre più in fretta, nonostante le manovre dell'equipaggio, che mise i timoni a salire. Mentre precipitava il dirigibile persisteva inoltre nell'accostata a sinistra, essendo rimasti i timoni verticali in quella posizione. Il comandante Brivonesi, constatato che la discesa era inarrestabile – essendo ormai i compartimenti poppieri in via di rapido svuotamento –, cercò quanto meno di rallentarla, facendo gettare fuori bordo cavi, bussola, àncora, armi e munizioni, tutta la riserva di carburante e quella di acqua del serbatoio ausiliario di prua, e spegnendo tutti i motori (per evitare che la zona poppiera dell'involucro, afflosciandosi, finisse sulle eliche in movimento). Mentre il dirigibile precipitava verso il mare, tutto l'equipaggio si rifugiò in un locale ricavato nella travatura metallica; poco dopo il Città di Jesi finì in acqua nelle acque antistanti porticciolo istriano di Veruda. La navicella andò distrutta nell'impatto, mentre l'involucro poppiero si afflosciò, completamente deformato, sulla superficie; l'involucro prodiero, ancora pieno di gas, conservò almeno in parte la propria forma, restando impennato verso il cielo. Il comandante Brivonesi, poco dopo l'impatto, andò a prelevare la bandiera di combattimento per evitarne la cattura, mentre si rese evidente l'inattuabilità dell'allagamento ed autoaffondamento dell'aeronave, in tali condizioni. Poco dopo la travatura cedette buttando in mare i sette uomini – tutti illesi –, che vennero poi recuperati e fatti prigionieri da un'imbarcazione austroungarica.
La carcassa del Città di Jesi, trainata entro il porto di Veruda per essere studiata dai militari austro-ungarici, venne successivamente smantellata.

## Utilizzatori
Italia
- Regia Marina